# Хомяк Тимофій Володимирович
Хомяк Тимофій Володимирович — арт-менеджер, музикант, фронтмен гурту Вертеп, продюсер, ведучий подій, громадсько-політичний і культурний діяч, блогер.

## Життєпис
Народився в україномовній родині м. Підгороднє, Дніпропетровської обл.
Закінчив загально-освітню школу № 2 у м. Підгороднє. Протягом 1995—2002 років навчався на історичному факультеті Дніпропетровського національного університеті ім. О.Гончара.
Сильні особистісні якості та незалежність від ідеологічної окупації СРСР проявлялись ще в шкільні роки. Так, керуючись повагою до держави Україна та борців за її незалежність, демонстративно вийшов з «піонерії». За часів перебудови 1990—1991 років долучився до суспільно-політичного руху, поширюючи у містечку рухівські газети та національну символіку.
На початку своєї робочої діяльності Тимофій Хомяк мав досвід роботи кінологом, букмекером, ведучим на радіо.
2007 року одружився з Людмилою Хомяк (менеджер подій, хореограф-постановник, менеджер з реклами), від якої має трьох синів: Івана (нар. 2003), Георгія (нар. 2009) та Святослава (нар. 2017).

### Культурна діяльність
2001 року заснував музичний гурт «Вертеп», в якому виступає вокалістом та автором пісень. Музичний жанр — фольк-рок. Діяльність гурту має ідеологічний напрямок — патріотичний та такий, що привіває любов до України та її героїв серед слухачів та шанувальників гурту. 
Станом на 2024 рік гурт «Вертеп» має в своїй дискографії 9 офіційних альбомів: «АльбомQнет» (2001), «Підпілля» (2003), «Бучалчин ґандж» (2004), «Віршоспіви» (2009), «Співаник» (2010), «Зельоно. Приворотні пісні» (2011), «Мамай. Гайдамцькі пісні» (2015), «Radio Friendly. Джингли Перемоги» (2016), «ПУП. Поетів українські пісні» (2020). А також 2 максі-синґл: «Гайдамаки ще сплять» (2011).
Гурт традиційно відтворює різдвяний вертеп, пише композиції для радіо та телебачення, саундтреки до книжок, регулярно бере участь в різних мистецьких акціях, телепроєктах та фестивалях. Музичної освіти не має.
2001 року заснував Мистецьку агенцію «Арт-Вертеп» [Архівовано 14 серпня 2020 у Wayback Machine.]. Діяльність агенції охоплювала всі види мистецтв та об'єднує мистців різних галузей на першому та єдиному на той час інтернет-порталі artvertep.com. Головний редактор порталу.
Є засновником та керівником першої у Дніпрі україномовної книгарні «Білокнижник» (2003—2013 рр.), де окрім книг українською мовою, були представлені  роботи українських майстрів та художників.
«Білокнижник» також був офісом мистецької агенції «Арт-Вертеп», під дахом якого збирались музиканти, режисери, літератори, художники, фотографи, скульптори та інші творчі особистості України. За керівництва Тимофія Хомяка агенцією було проведено величезну кількість мистецьких проектів:
- Мистецькі акції (1784 акії) за участі провідних джаз/рок/етно  музикантів України: О. Скрипки та LeGrandOrkestra, Київ Арт ансамбль, Мертвий Півень, Qarpa, Lюk, ManSound, Піккардійська Терція, Сестри Тельнюк, Ойра, ТіК, ТНМК, Гайдамаки, Мандри, Вертеп, Mad Heads, і ДМГ, ДахаБраха, Stelsi, Марія Бурмака, Іво Бобул, Сергій Бабкін, Віктор Морозов, Перкалаба, Олександр Любченко, Михайло та Людмила Кримови, Роман Гриньків, Енвер Ізмайлов, Едуард Драч, Анатолій Паламаренко, Лірник Сашко, Божичі та багато інших
- Організовано музичні-презентації містами України (Львів, Івано-Франківськ, Тернопіль, Хмельницкий, Київ, Кременчук, Одеса, Миколаїв, Дніпропетровськ, Харків, Донецьк, Полтава, Запоріжжя, Крим) — гурти: «Піккардійська Терція», «Вертеп», «Гайдамаки», «Mansound», «Сестри Тельнюк», Qarpa та ін.
- Арт-Літературні презентації та тури: Ю. Андрухович та Міколай Тшаска («Андрухоїд»), Ю. Андрухович та гурт «Карбідо», С. Жадан, О. Забужко, А. Курков, А. Бондар, І. Карпа, Ю. Покальчук, Л. Дереш, О. Ірванець та інші
- Фестивалі в Дніпрі: короткометражного кіно і анімації «Дивофільм» (2007—2009), Фестиваль Документального кіно «Український контекст. Про права людини» (2003—2006), фестиваль актуальної музики «ДніпРок» (2002—2007), етно-фестиваль «Вечорниці на Дніпрі» (2005—2008), «Буквиця» (2005—2006), «ТяжМаш» (2008), «Нашатир» (2005)
- Видання та промоція серії компакт-дисків Сергія Жадана (11 міст України), аудіо проектів гуртів: «Оркестр Че» (Харків), «Вертеп», «Гражданін Топінамбур», «Джаз О. Любченка та М. Кримова» тощо

А також організовувались агенцією виставки, інсталяції, театральні та інші проєкти українських, польських, шведських, французьких, російських та ін. митців та інституцій.

### Громадсько-політична діяльність
Член партії «Реформи і порядок» (2002—2006 рр)
У 2004 році брав активну участь у президентській виборчій кампанії, підтримуючи кандидата у Президенти України Віктора Ющенка. Організовував акції задля активізації та заохочення молоді брати участь у виборах. Впроваджував агіт аційні заходи.
Під час Помаранчевої революції був активним учасником у Дніпрі. Діяльність мистецької агенції «Арт-Вертеп» спрямував на підтримку Помаранчевої революції, а офіс агенції слугував штабом та місцем зустрічі волонтерів та однодумців.
Протягом всього терміну існування мистецької агенції «Арт-Вертеп», яку й очолював Тимофій Хомяк, ним впроваджувалась політика українізації Дніпра. Зокрема працював з молоддю та студентами, різними засобами долучаючи їх до україномовних та україноцентричних акцій, що створювала агенція (музичні та літературні концерти, конкурси та фестивалі, художні та фотовиставки, аукціони, майстер-класи та ярмарки).
Брав активну участь у дніпровському Євромайдані та Революції Гідності, як особисто з ідеологічними промовами, так і в складі музичного гурту «Вертеп», співаючи патріотичних українських пісень. Виступав на Майданах Дніпра, Харкова та Одеси, Полтави (2013—2014 рр.).
За роки війни (2014 — по тепер) разом з гуртом «Вертеп» здійснив кількасот виїздів на Донбас з музичними виступами як окремими проектами, так і в складі інших волонтерських акцій.
Під час проведення заходів Тимофій виступав також в якості політінформатора та агітатора задля підтримки духу військових та місцевого населення прифронтової зони.
Крайні два музичні альбоми, видані гуртом «Вертеп» — це патріотичні пісні та пісні про сучасну російсько-української війну («Мамай. Гайдамацькі пісні» та «Radio Friendly. Джингли Перемоги»). Обидва альбоми великими накладами роздано військовим під час концертних поїздок на Донбас.
Працював на телебаченні ТРК Д1 ведучим (2019 р.)
Вів програму журналістських розслідувань Neprozorro щодо використання бюджетних коштів владою (2019 р.)
З 2020 по 2022 був автором та ведучим особистого блогу ZonaZe (політична аналітика та підсумки діяльності нинішньої влади).
26 лютого 2022 року, під час повномасштабного вторгнення РФ до України вступив до Територіальної оборони міста Дніпро.